# Bury St Edmunds
Bury St Edmunds es una ciudad de mercado (in: market town) de Inglaterra, en el condado de Suffolk.
Se trata de la mayor población del distrito no metropolitano de St. Edmundsbury.
Bury St Edmunds es conocida por las ruinas de su abadía, ubicadas cerca del centro de la villa. La localidad es cabecera de la diócesis de St Edmunsbury e Ipswich.

## Hijos ilustres
- Bob Hoskins, actor.